# Phyllotocus navicularis
Phyllotocus navicularis är en skalbaggsart som beskrevs av Blanchard 1850. Phyllotocus navicularis ingår i släktet Phyllotocus och familjen Melolonthidae. Inga underarter finns listade i Catalogue of Life.